# Llista de topònims de Dosrius
Llista de topònims (noms propis de lloc) del municipi de Dosrius, al Maresme
Informació actualitzada per un bot. Els canvis manuals es perdran quan s'actualitzi!
| imatge | Nom                                                   | Ubicat a | instància de | Detalls      | coordenades                                                                                                | Protecció | Commons (més fotos) | Dades a WD                    |
| ------ | ----------------------------------------------------- | -------- | ------------ | ------------ | --- | --------- | ------------------- | ----------------------------- |
|        | Arbreda de plàtans de Sant Llop                       | Dosrius  |              | 20th century | 41° 35′ 58″ N, 2° 25′ 10″ E / 41.59958°N,2.41951°E ca:Veïnat de Batlle - Zona de Dosrius                   |           |                     | Modifica les dades a Wikidata |
|        | Arbreda de plàtans del Mosquit i d'en Rigau           | Dosrius  |              | 20th century | 41° 35′ 34″ N, 2° 24′ 26″ E / 41.59275°N,2.40735°E ca:Carrer de Salvador Dalí - Riera de Dosrius - Dosrius |           |                     | Modifica les dades a Wikidata |
|        | Arbreda de roures de can Jeroni                       | Dosrius  |              |              | 41° 35′ 35″ N, 2° 24′ 32″ E / 41.59298°N,2.40878°E ca:Veïnat de Gemir, 15 - Zona de Dosrius                |           |                     | Modifica les dades a Wikidata |
|        | Meandre de la riera de Dosrius                        | Dosrius  |              |              | 41° 35′ 31″ N, 2° 24′ 25″ E / 41.59197°N,2.40708°E ca:Al sud del nucli urbà - Zona de Dosrius              |           |                     | Modifica les dades a Wikidata |
|        | Verneda del torrent del Molinot o torrent de can Móra | Dosrius  |              |              | 41° 37′ 31″ N, 2° 26′ 35″ E / 41.62527°N,2.44311°E ca:Torrent del Molinot - Veïnat del Far - Zona del Far  |           |                     | Modifica les dades a Wikidata |

## arbre singular
| imatge | Nom                      | Ubicat a | instància de   | Detalls | coordenades                                                                                     | Protecció        | Commons (més fotos)     | Dades a WD                    |
| ------ | ------------------------ | -------- | -------------- | --- | ----------------------------------------------------------------------------------------------- | ---------------- | ----------------------- | ----------------------------- |
|        | Pi Gros de can Bernat    | Dosrius  | arbre singular | 19th century                                                                                                 | 41° 37′ 15″ N, 2° 25′ 03″ E / 41.62089°N,2.41748°E ca:Veïnat del Far - Zona del Far             |                  |                         | Modifica les dades a Wikidata |
|        | alzina de Can Farrerons  | Dosrius  | arbre singular | Taxon: alzina (Quercus ilex) Ample: 26.8m Alt: 19.5m Perímetre: 4.25m                                        | 41° 37′ 43″ N, 2° 26′ 41″ E / 41.6285°N,2.44459°E ca:Veïnat del Far, 11 - Zona del Far 436 msnm | arbre monumental | Alzina de Can Farrerons | Modifica les dades a Wikidata |
|        | gatell de Ca l'Arenes    | Dosrius  | arbre singular | Taxon: Salix cinerea subsp. oleifolia (Salix cinerea subsp. oleifolia) Ample: 17.7m Alt: 16m Perímetre: 4.3m | 41° 37′ 16″ N, 2° 27′ 40″ E / 41.6211°N,2.46111°E ca:Ca l'Arenes 465 msnm                       | arbre monumental |                         | Modifica les dades a Wikidata |
|        | pollancre de can Guinart | Dosrius  | arbre singular | 20th century                                                                                                 | 41° 37′ 23″ N, 2° 26′ 09″ E / 41.6231°N,2.43595°E ca:Veïnat del Far, 8 - Zona del Far           |                  |                         | Modifica les dades a Wikidata |

## casa
| imatge | Nom                   | Ubicat a | instància de | Detalls      | coordenades | Protecció | Commons (més fotos)   | Dades a WD                    |
| ------ | --------------------- | -------- | ------------ | ------------ | --- | --------- | --------------------- | ----------------------------- |
|        | Ca la Miguelita       | Dosrius  | casa         | 20th century | 41° 35′ 59″ N, 2° 26′ 48″ E / 41.59978°N,2.44656°E ca:Carrer Major, 50 - Canyamars                                |           | Ca la Miguelita       | Modifica les dades a Wikidata |
|        | Ca la Sèbia           | Dosrius  | casa         | 20th century | 41° 35′ 59″ N, 2° 26′ 48″ E / 41.59983°N,2.44668°E ca:Carrer Major, 52 - Canyamars                                |           | Ca la Sèbia           | Modifica les dades a Wikidata |
|        | Cal Carnisser         | Dosrius  | casa         | 20th century | 41° 36′ 03″ N, 2° 26′ 51″ E / 41.60092°N,2.44753°E ca:Carrer Major, 72-74 - Canyamars                             |           |                       | Modifica les dades a Wikidata |
|        | Cal Mosso             | Dosrius  | casa         |              | 41° 35′ 41″ N, 2° 24′ 24″ E / 41.59475°N,2.4068°E ca:Carrer de Sant Iscle i Santa Victòria, 4 - Dosrius           |           |                       | Modifica les dades a Wikidata |
|        | Cal Raio              | Dosrius  | casa         |              | 41° 35′ 41″ N, 2° 24′ 25″ E / 41.59474°N,2.40688°E ca:Carrer de Sant Iscle i Santa Victòria, 2 - Dosrius          |           |                       | Modifica les dades a Wikidata |
|        | Cal Senyorito         | Dosrius  | casa         | 1952         | 41° 35′ 35″ N, 2° 24′ 25″ E / 41.59307°N,2.40689°E ca:Carrer de Maspí, 11 - Dosrius                               |           |                       | Modifica les dades a Wikidata |
|        | Can Llibre del Carrer | Dosrius  | casa         |              | 41° 36′ 05″ N, 2° 26′ 51″ E / 41.60146°N,2.44757°E ca:Carrer de Sant Esteve, 8-10 - Canyamars                     |           | Can Llibre del Carrer | Modifica les dades a Wikidata |
|        | Can Pelegrí           | Dosrius  | casa         | 20th century | 41° 35′ 58″ N, 2° 26′ 44″ E / 41.59935°N,2.44558°E ca:Carrer Major, 16 - Canyamars                                |           | Can Pelegrí (Dosrius) | Modifica les dades a Wikidata |
|        | Can Pifanyo           | Dosrius  | casa         | 18th century | 41° 36′ 05″ N, 2° 26′ 52″ E / 41.60135°N,2.44779°E ca:Carrer de Sant Esteve, 2 - Canyamars                        |           |                       | Modifica les dades a Wikidata |
|        | Can Piqué             | Dosrius  | casa         | 1923         | 41° 36′ 04″ N, 2° 26′ 51″ E / 41.60119°N,2.44737°E ca:Carrer de Sant Josep, 6-10 - Canyamars                      |           |                       | Modifica les dades a Wikidata |
|        | Can Roqueta           | Dosrius  | casa         | 20th century | 41° 35′ 38″ N, 2° 24′ 27″ E / 41.59387°N,2.40759°E ca:Carrer de Sant Llop, 12 - Dosrius                           |           |                       | Modifica les dades a Wikidata |
|        | Casa Carmona          | Dosrius  | casa         | 1965         | 41° 36′ 17″ N, 2° 25′ 17″ E / 41.60461°N,2.42133°E ca:Urbanització de Can Valls, 5 - Zona de Dosrius              |           |                       | Modifica les dades a Wikidata |
|        | Casa Estaun           | Dosrius  | casa         | 1966         | 41° 36′ 17″ N, 2° 25′ 18″ E / 41.60485°N,2.42172°E ca:Urbanització de Can Valls, 6 - Zona de Dosrius              |           |                       | Modifica les dades a Wikidata |
|        | Casa Flo              | Dosrius  | casa         | 1910s        | 41° 36′ 09″ N, 2° 26′ 52″ E / 41.60246°N,2.44773°E ca:Camí de la Creueta, 3 - Veïnat de Pedró - Zona de Canyamars |           |                       | Modifica les dades a Wikidata |
|        | Casa Herrera          | Dosrius  | casa         | 1979         | 41° 36′ 20″ N, 2° 25′ 16″ E / 41.60567°N,2.4211°E ca:Urbanització de Can Valls, 16 - Zona de Dosrius              |           |                       | Modifica les dades a Wikidata |
|        | Casa Raventós         | Dosrius  | casa         | 1910s        | 41° 36′ 09″ N, 2° 26′ 53″ E / 41.60261°N,2.44816°E ca:Camí de la Creueta, 7 - Veïnat de Pedró - Zona de Canyamars |           |                       | Modifica les dades a Wikidata |
|        | Casa Recoder          | Dosrius  | casa         | 1910s        | 41° 36′ 09″ N, 2° 26′ 52″ E / 41.60246°N,2.44791°E ca:Camí de la Creueta, 5 - Veïnat de Pedró - Zona de Canyamars |           |                       | Modifica les dades a Wikidata |
|        | Casa Sagué            | Dosrius  | casa         | 1968         | 41° 36′ 17″ N, 2° 25′ 16″ E / 41.60483°N,2.42099°E ca:Urbanització de Can Valls, 9 - Zona de Dosrius              |           |                       | Modifica les dades a Wikidata |
|        | Casa Traveria         | Dosrius  | casa         | 1969         | 41° 36′ 16″ N, 2° 25′ 10″ E / 41.60446°N,2.41944°E ca:Urbanització de Can Valls, 24 - Zona de Dosrius             |           |                       | Modifica les dades a Wikidata |

## conjunt d'edificis
| imatge | Nom                      | Ubicat a | instància de       | Detalls | coordenades | Protecció | Commons (més fotos) | Dades a WD                    |
| ------ | ------------------------ | -------- | ------------------ | ------- | --- | --------- | ------------------- | ----------------------------- |
|        | Manufactures Canyamars   | Dosrius  | conjunt d'edificis | 1950s   | 41° 36′ 04″ N, 2° 26′ 53″ E / 41.6011°N,2.44812°E ca:Carrer Major - Baixada de la Fàbrica de la Tortuga - Canyamars |           |                     | Modifica les dades a Wikidata |
|        | Nucli antic de Canyamars | Dosrius  | conjunt d'edificis |         | 41° 36′ 04″ N, 2° 26′ 52″ E / 41.60118°N,2.44769°E ca:Nucli urbà de Canyamars                                       |           |                     | Modifica les dades a Wikidata |

## creu de terme
| imatge | Nom                         | Ubicat a | instància de                            | Detalls | coordenades | Protecció | Commons (més fotos) | Dades a WD                    |
| ------ | --------------------------- | -------- | --------------------------------------- | ------- | --- | --------- | ------------------- | ----------------------------- |
|        | creu de terme de Canyamars  | Dosrius  | creu de terme                           | 1952    | 41° 35′ 56″ N, 2° 26′ 39″ E / 41.59898°N,2.44408°E ca:Avinguda de Lluís Companys - Carrer Major - Canyamars                                                                                             |           |                     | Modifica les dades a Wikidata |
|        | creu del Corredor           | Dosrius  | creu de terme                           |         | 41° 37′ 34″ N, 2° 28′ 48″ E / 41.62602990123611°N,2.4801170211149706°E |           |                     | Modifica les dades a Wikidata |
|        | creu del Far                | Dosrius  | creu de terme estructura arquitectònica | 1627    | 41° 37′ 25″ N, 2° 26′ 13″ E / 41.62351°N,2.43683°E 41° 37′ 24″ N, 2° 26′ 12″ E / 41.623348236083984°N,2.436790943145752°E ca:Veïnat del Far - Zona del Far ca:Prop de l'església de Sant Andreu del Far |           |                     | Modifica les dades a Wikidata |
|        | creu del camí de la Creueta | Dosrius  | creu de terme                           | 1868    | 41° 36′ 08″ N, 2° 26′ 52″ E / 41.60227°N,2.44764°E ca:Camí de la Creueta - Veïnat de Pedró - Zona de Canyamars                                                                                          |           |                     | Modifica les dades a Wikidata |

## edifici
| imatge | Nom                              | Ubicat a | instància de | Detalls      | coordenades | Protecció | Commons (més fotos) | Dades a WD                    |
| ------ | -------------------------------- | -------- | ------------ | ------------ | --- | --------- | ------------------- | ----------------------------- |
|        | Alberg de joventut mas Silvestre | Dosrius  | edifici      | 1960s        | 41° 35′ 50″ N, 2° 27′ 16″ E / 41.59734°N,2.45455°E ca:Veïnat de Rimbles, 14 - Zona de Canyamars                  |           |                     | Modifica les dades a Wikidata |
|        | Antigues Escoles de Canyamars    | Dosrius  | edifici      | 20th century | 41° 36′ 09″ N, 2° 26′ 51″ E / 41.6025°N,2.44739°E ca:Camí de la Creueta, 1 - Veïnat de Pedró - Zona de Canyamars |           |                     | Modifica les dades a Wikidata |
|        | Antigues Escoles de Dosrius      | Dosrius  | edifici      | 20th century | 41° 35′ 38″ N, 2° 24′ 26″ E / 41.59384°N,2.40736°E ca:Carrer de Sant Llop, 8-10 - Dosrius                        |           |                     | Modifica les dades a Wikidata |
|        | el Molinot                       | Dosrius  | edifici      | 16th century | 41° 36′ 05″ N, 2° 26′ 55″ E / 41.60131°N,2.44848°E ca:Baixada de la Fàbrica de la Tortuga, s/n - Canyamars       |           |                     | Modifica les dades a Wikidata |
|        | l'Hostal Nou                     | Dosrius  | edifici      | 20th century | 41° 36′ 03″ N, 2° 26′ 50″ E / 41.60084°N,2.44735°E ca:Carrer Major, 70 - Canyamars                               |           |                     | Modifica les dades a Wikidata |
|        | la Barberia                      | Dosrius  | edifici      |              | 41° 36′ 05″ N, 2° 26′ 51″ E / 41.60127°N,2.44756°E ca:Carrer de Sant Josep, 2 - Canyamars                        |           | La Barberia         | Modifica les dades a Wikidata |
|        | la Rectoria Vella                | Dosrius  | edifici      | 17th century | 41° 35′ 41″ N, 2° 24′ 23″ E / 41.59468°N,2.40646°E ca:Carrer de Sant Antoni, 9 - Dosrius                         |           |                     | Modifica les dades a Wikidata |
|        | les Cases Blaves                 | Dosrius  | edifici      | 20th century | 41° 35′ 57″ N, 2° 26′ 42″ E / 41.59915°N,2.44499°E ca:Carrer Major, 10-12 - Canyamars                            |           | Les Cases Blaves    | Modifica les dades a Wikidata |

## entitat singular de població
| imatge | Nom                          | Ubicat a | instància de                                                                   | Detalls  | coordenades                                                                  | Protecció | Commons (més fotos) | Dades a WD                    |
| ------ | ---------------------------- | -------- | ------------------------------------------------------------------------------ | -------- | ---------------------------------------------------------------------------- | --------- | ------------------- | ----------------------------- |
|        | Can Massuet del Far i el Far | Dosrius  | entitat singular de població ens local històric de Catalunya                   | 3062 hab | 41° 37′ 10″ N, 2° 25′ 38″ E / 41.6195036251798°N,2.42717093612194°E 423 msnm |           |                     | Modifica les dades a Wikidata |
|        | Canyamars                    | Dosrius  | entitat singular de població                                                   | 1323 hab | 41° 36′ 05″ N, 2° 26′ 30″ E / 41.60148889°N,2.44153056°E 235 msnm            |           | Canyamars           | Modifica les dades a Wikidata |
|        | Dosrius                      | Dosrius  | entitat singular de població capital municipal ens local històric de Catalunya | 1767 hab | 41° 35′ 46″ N, 2° 24′ 17″ E / 41.59611359°N,2.40485677°E 162 msnm            |           |                     | Modifica les dades a Wikidata |

## església
| imatge | Nom                                                | Ubicat a | instància de | Detalls                            | coordenades                                                                                               | Protecció                                  | Commons (més fotos)                                | Dades a WD                    |
| ------ | -------------------------------------------------- | -------- | ------------ | ---------------------------------- | --- | ------------------------------------------ | -------------------------------------------------- | ----------------------------- |
|        | Sant Andreu del Far                                | Dosrius  | església     | Estil: gòtic català                | 41° 37′ 26″ N, 2° 26′ 08″ E / 41.62379°N,2.43561°E ca:Veïnat del Far, s/n - Zona del Far                  | bé integrant del patrimoni cultural català | Església de Sant Andreu del Far                    | Modifica les dades a Wikidata |
|        | Sant Esteve de Canyamars                           | Dosrius  | església     | Estil: arquitectura gòtica         | 41° 36′ 05″ N, 2° 26′ 50″ E / 41.60144°N,2.44723°E ca:Plaça de l'església de Sant Esteve, s/n - Canyamars | bé integrant del patrimoni cultural català | Església de Sant Esteve (Canyamars)                | Modifica les dades a Wikidata |
|        | Santuari del Corredor                              | Dosrius  | església     | Estil: gòtic flamíger 16th century | 41° 37′ 35″ N, 2° 28′ 48″ E / 41.62638889°N,2.48°E ca:Camí del Corredor 633.5 msnm                        | bé integrant del patrimoni cultural català | Santuari del Corredor                              | Modifica les dades a Wikidata |
|        | capella de Sant Llop                               | Dosrius  | església     | Estil: arquitectura popular        | 41° 35′ 54″ N, 2° 25′ 15″ E / 41.59827°N,2.42095°E ca:Carretera de Canyamars                              | bé integrant del patrimoni cultural català | Capella de Sant Llop (Dosrius)                     | Modifica les dades a Wikidata |
|        | església de Sant Iscle i Santa Victòria de Dosrius | Dosrius  | església     | Estil: gòtic flamíger              | 41° 35′ 40″ N, 2° 24′ 24″ E / 41.5944°N,2.40663°E                                                         | bé integrant del patrimoni cultural català | Església de Sant Iscle i Santa Victòria de Dosrius | Modifica les dades a Wikidata |

## fita
| imatge | Nom                                    | Ubicat a               | instància de               | Detalls      | coordenades | Protecció | Commons (més fotos) | Dades a WD                    |
| ------ | -------------------------------------- | ---------------------- | -------------------------- | ------------ | --- | --------- | ------------------- | ----------------------------- |
|        | Pedra de la Ferradura                  | Dosrius Arenys de Munt | fita                       | 18th century | 41° 36′ 22″ N, 2° 29′ 50″ E / 41.6062125446726°N,2.4972540855628°E ca:Coll de la Ferradura - Veïnat de Rupit - Zona de Canyamars |           |                     | Modifica les dades a Wikidata |
|        | fita de terme del coll de can Bruguera | Dosrius                | fita element arquitectònic |              | 41° 34′ 43″ N, 2° 26′ 26″ E / 41.57869°N,2.44043°E ca:Coll de can Bruguera - Veïnat de Rimbles - Zona de Canyamars               |           |                     | Modifica les dades a Wikidata |

## font
| imatge | Nom                                 | Ubicat a | instància de                   | Detalls      | coordenades | Protecció | Commons (més fotos) | Dades a WD                    |
| ------ | ----------------------------------- | -------- | ------------------------------ | ------------ | --- | --------- | ------------------- | ----------------------------- |
|        | Font pública de Canyamars           | Dosrius  | font                           | 1976         | 41° 36′ 04″ N, 2° 26′ 52″ E / 41.60119°N,2.44779°E ca:Carrer de Sant Esteve - Canyamars                                                                                          |           |                     | Modifica les dades a Wikidata |
|        | Font, bassa i safareig de Ca n'Homs | Dosrius  | font estructura arquitectònica |              | 41° 36′ 02″ N, 2° 26′ 48″ E / 41.60068°N,2.44679°E 41° 36′ 02″ N, 2° 26′ 48″ E / 41.60063934326172°N,2.4467649459838867°E ca:Carrer Major - Canyamars ca:Canyamars. Carrer Major |           |                     | Modifica les dades a Wikidata |
|        | font d'en Cames                     | Dosrius  | font                           |              | 41° 36′ 38″ N, 2° 27′ 01″ E / 41.61042°N,2.45023°E ca:Cremat de la Creu d'Aguilar - Veïnat de Rupit - Zona de Canyamars                                                          |           |                     | Modifica les dades a Wikidata |
|        | font de n'Homs                      | Dosrius  | font                           | 19th century | 41° 34′ 47″ N, 2° 26′ 16″ E / 41.57978°N,2.43778°E ca:Les Vinyes d'en Rimbles - Veïnat de Rimbles - Zona de Canyamars                                                            |           |                     | Modifica les dades a Wikidata |
|        | font del Sot                        | Dosrius  | font                           |              | 41° 36′ 10″ N, 2° 23′ 49″ E / 41.60275°N,2.39702°E ca:Torrent de cal Rajoler - Veïnat de Ribot - Zona de Dosrius                                                                 |           |                     | Modifica les dades a Wikidata |
|        | font dels Avellaners                | Dosrius  | font                           |              | 41° 34′ 54″ N, 2° 27′ 22″ E / 41.58162°N,2.45612°E ca:Torrent de can Guitart - Veïnat de Rimbles - Zona de Canyamars                                                             |           |                     | Modifica les dades a Wikidata |

## granja
| imatge | Nom                  | Ubicat a | instància de | Detalls | coordenades                                                         | Protecció | Commons (més fotos) | Dades a WD                    |
| ------ | -------------------- | -------- | ------------ | ------- | ------------------------------------------------------------------- | --------- | ------------------- | ----------------------------- |
|        | Granges de Sant Llop | Dosrius  | granja       |         | 41° 35′ 48″ N, 2° 25′ 17″ E / 41.5966948226099°N,2.42127708052611°E |           |                     | Modifica les dades a Wikidata |
|        | la Vaqueria d'en Gel | Dosrius  | granja       |         | 41° 35′ 32″ N, 2° 26′ 11″ E / 41.5922212856075°N,2.43639897225973°E |           |                     | Modifica les dades a Wikidata |

## masia
| imatge | Nom                    | Ubicat a          | instància de | Detalls                                                      | coordenades | Protecció                                  | Commons (més fotos)              | Dades a WD                    |
| ------ | ---------------------- | ----------------- | ------------ | ------------------------------------------------------------ | --- | ------------------------------------------ | -------------------------------- | ----------------------------- |
|        | Ca l'Arenes            | Dosrius           | masia        |                                                              | 41° 37′ 15″ N, 2° 27′ 43″ E / 41.62074°N,2.46202°E ca:Veïnat del Far, 13 - Zona del Far                                                                     |                                            | Ca l'Arenes (Dosrius)            | Modifica les dades a Wikidata |
|        | Ca l'Arenys            | Dosrius           | masia        | 18th century                                                 | 41° 35′ 41″ N, 2° 25′ 20″ E / 41.59469°N,2.4223°E ca:Veïnat de Gemir, 30 - Zona de Dosrius                                                                  |                                            |                                  | Modifica les dades a Wikidata |
|        | Ca l'Estaper           | Dosrius           | masia        |                                                              | 41° 35′ 58″ N, 2° 25′ 23″ E / 41.5993151902227°N,2.42292162411946°E                                                                                         |                                            |                                  | Modifica les dades a Wikidata |
|        | Ca l'Estevenet         | Dosrius           | masia        | 18th century                                                 | 41° 36′ 29″ N, 2° 28′ 07″ E / 41.6080016782626°N,2.46848510051195°E ca:Veïnat de Rupit, 3 - Zona de Canyamars                                               |                                            |                                  | Modifica les dades a Wikidata |
|        | Ca la Bona Mossa       | Dosrius           | masia        |                                                              | 41° 35′ 38″ N, 2° 24′ 24″ E / 41.59381°N,2.40668°E | bé integrant del patrimoni cultural català | Ca la Bona Mossa                 | Modifica les dades a Wikidata |
|        | Ca n'Homs              | Dosrius           | masia        | Estil: arquitectura popular                                  | 41° 36′ 00″ N, 2° 26′ 45″ E / 41.60006°N,2.44595°E ca:Canyamars 223 msnm                                                                                    | bé integrant del patrimoni cultural català |                                  | Modifica les dades a Wikidata |
|        | Cal Carinyo            | Dosrius           | masia        | 18th century                                                 | 41° 35′ 49″ N, 2° 26′ 18″ E / 41.596823950221°N,2.43823080791536°E ca:Veïnat de Pedró, 2 - Zona de Canyamars 206 msnm                                       |                                            | Cal Carinyo                      | Modifica les dades a Wikidata |
|        | Cal Carreter           | Dosrius           | masia        |                                                              | 41° 34′ 59″ N, 2° 24′ 18″ E / 41.5829573597786°N,2.4051203241274°E ca:Veïnat de Gemir, 7 - Zona de Dosrius                                                  |                                            |                                  | Modifica les dades a Wikidata |
|        | Cal Coix               | Dosrius           | masia        | 18th century                                                 | 41° 35′ 59″ N, 2° 25′ 51″ E / 41.5995883722248°N,2.43074300743528°E ca:Veïnat de Batlle, 13 - Zona de Dosrius                                               |                                            |                                  | Modifica les dades a Wikidata |
|        | Cal Ferrer             | Dosrius           | masia        |                                                              | 41° 35′ 38″ N, 2° 24′ 25″ E / 41.59382589554582°N,2.406864166259766°E ca:Plaça de la República, 4 - Dosrius                                                 |                                            |                                  | Modifica les dades a Wikidata |
|        | Cal Gaig               | Dosrius           | masia        |                                                              | 41° 34′ 48″ N, 2° 25′ 57″ E / 41.5798627430594°N,2.43261971347867°E                                                                                         |                                            |                                  | Modifica les dades a Wikidata |
|        | Cal Pegaire            | Dosrius           | masia        | 18th century                                                 | 41° 36′ 40″ N, 2° 26′ 44″ E / 41.6110735925183°N,2.4456923653442°E ca:Avinguda de la Creu d'Aguilar, 83 - Urbanització de Can Canyamars - Zona de Canyamars |                                            |                                  | Modifica les dades a Wikidata |
|        | Cal Ranco              | Dosrius           | masia        | 18th century                                                 | 41° 36′ 42″ N, 2° 27′ 59″ E / 41.61162172611°N,2.46635504207866°E ca:Veïnat de Rupit, 8 - Zona de Canyamars                                                 |                                            |                                  | Modifica les dades a Wikidata |
|        | Cal Serandicó          | Dosrius           | masia        | 19th century                                                 | 41° 36′ 23″ N, 2° 27′ 15″ E / 41.6063578781249°N,2.45407341143432°E ca:Veïnat de Rupit, 13 - Zona de Canyamars                                              |                                            |                                  | Modifica les dades a Wikidata |
|        | Cal Tarsó              | Dosrius           | masia        | Estil: arquitectura popular                                  | 41° 35′ 40″ N, 2° 24′ 23″ E / 41.5945°N,2.4063°E | bé integrant del patrimoni cultural català | Cal Tarsó                        | Modifica les dades a Wikidata |
|        | Can Barraquer          | Dosrius           | masia        |                                                              | 41° 35′ 06″ N, 2° 25′ 30″ E / 41.5849226101885°N,2.42492133009016°E ca:Veïnat de Gemir, 33 - Zona de Dosrius                                                |                                            |                                  | Modifica les dades a Wikidata |
|        | Can Barrueto           | Dosrius           | masia        |                                                              | 41° 34′ 51″ N, 2° 23′ 54″ E / 41.5808235006049°N,2.39836203378089°E                                                                                         |                                            |                                  | Modifica les dades a Wikidata |
|        | Can Bartrés            | Dosrius           | masia        |                                                              | 41° 35′ 32″ N, 2° 26′ 30″ E / 41.5920846862494°N,2.44163143346063°E                                                                                         |                                            |                                  | Modifica les dades a Wikidata |
|        | Can Batlle             | Dosrius           | masia        |                                                              | 41° 35′ 54″ N, 2° 24′ 42″ E / 41.598333°N,2.411667°E ca:Carretera de Canyamars, km 0,5 156 msnm                                                             | bé integrant del patrimoni cultural català | Can Batlle (Dosrius)             | Modifica les dades a Wikidata |
|        | Can Bernat             | Dosrius           | masia        |                                                              | 41° 37′ 12″ N, 2° 24′ 57″ E / 41.6201039802754°N,2.41581029248683°E ca:Veïnat del Far, 2 - Zona del Far                                                     |                                            |                                  | Modifica les dades a Wikidata |
|        | Can Bigues             | Dosrius           | masia        | 18th century                                                 | 41° 35′ 41″ N, 2° 25′ 44″ E / 41.5946256766752°N,2.42898679454396°E ca:Veïnat de Batlle, 11 - Zona de Dosrius                                               |                                            |                                  | Modifica les dades a Wikidata |
|        | Can Bosc del Far       | Dosrius           | masia        | Estil: arquitectura popular 16th century                     | 41° 37′ 11″ N, 2° 26′ 44″ E / 41.61959°N,2.44544°E ca:el Far                                                                                                | bé integrant del patrimoni cultural català | Can Bosc (Dosrius)               | Modifica les dades a Wikidata |
|        | Can Brugueràs          | Dosrius           | masia        | 18th century                                                 | 41° 36′ 04″ N, 2° 28′ 18″ E / 41.60118°N,2.471727°E ca:Paratge de Can Brugueràs, 122 - Zona de Canyamars 280 msnm                                           | bé integrant del patrimoni cultural català |                                  | Modifica les dades a Wikidata |
|        | Can Brunet             | Dosrius           | masia        |                                                              | 41° 36′ 59″ N, 2° 24′ 43″ E / 41.616517584286°N,2.41197773849154°E ca:Veïnat del Far, 4 - Zona del Far                                                      |                                            |                                  | Modifica les dades a Wikidata |
|        | Can Cama Ros           | Dosrius           | masia        |                                                              | 41° 36′ 53″ N, 2° 28′ 25″ E / 41.6146991475311°N,2.47350718977507°E                                                                                         |                                            |                                  | Modifica les dades a Wikidata |
|        | Can Cames              | Dosrius           | masia        | 18th century                                                 | 41° 36′ 01″ N, 2° 27′ 07″ E / 41.6003305474885°N,2.45186823934046°E ca:Veïnat de Pedró, 15 - Zona de Canyamars                                              |                                            |                                  | Modifica les dades a Wikidata |
|        | Can Canyameres         | Dosrius Mataró    | masia        |                                                              | 41° 34′ 35″ N, 2° 25′ 13″ E / 41.5764956473332°N,2.42030587189844°E                                                                                         |                                            |                                  | Modifica les dades a Wikidata |
|        | Can Canyamàs           | Dosrius           | masia        |                                                              | 41° 36′ 05″ N, 2° 26′ 44″ E / 41.60142°N,2.44564°E ca:Avinguda de la Creu d'Aguilar, 10 - Urbanització de Can Canyamars - Zona de Canyamars                 | bé integrant del patrimoni cultural català |                                  | Modifica les dades a Wikidata |
|        | Can Carreres           | Dosrius           | masia        |                                                              | 41° 37′ 15″ N, 2° 25′ 19″ E / 41.6209099335018°N,2.4220089156814°E ca:Veïnat del Far, 1 - Zona del Far 422 msnm                                             |                                            | Can Carreres (Dosrius)           | Modifica les dades a Wikidata |
|        | Can Casi               | Dosrius           | masia        | 18th century                                                 | 41° 35′ 54″ N, 2° 26′ 53″ E / 41.5983666902061°N,2.44804501742102°E ca:Veïnat de Pedró, 13 - Zona de Canyamars                                              |                                            |                                  | Modifica les dades a Wikidata |
|        | Can Cot                | Dosrius           | masia        | 18th century                                                 | 41° 36′ 33″ N, 2° 28′ 05″ E / 41.6092072701801°N,2.46818716859815°E ca:Veïnat de Rupit, 4 - Zona de Canyamars 263 msnm                                      |                                            | Can Cot (Dosrius)                | Modifica les dades a Wikidata |
|        | Can Cuní               | Dosrius           | masia        | Estil: arquitectura popular 18th century                     | 41° 35′ 02″ N, 2° 26′ 00″ E / 41.5838836584759°N,2.43336430744987°E ca:Veïnat de Rimbles, 46 - Zona de Canyamars                                            |                                            |                                  | Modifica les dades a Wikidata |
|        | Can Domingo            | Dosrius           | masia        |                                                              | 41° 37′ 03″ N, 2° 25′ 12″ E / 41.6175581313543°N,2.41999832535932°E ca:Carrer de can Domingo - Can Massuet del Far - Zona del Far                           |                                            |                                  | Modifica les dades a Wikidata |
|        | Can Feliu              | Dosrius           | masia        |                                                              | 41° 36′ 33″ N, 2° 26′ 34″ E / 41.60929°N,2.4428°E ca:Urbanització de Can Canyamars - Zona de Canyamars                                                      |                                            |                                  | Modifica les dades a Wikidata |
|        | Can Ferrerons          | Dosrius           | masia        |                                                              | 41° 37′ 43″ N, 2° 26′ 39″ E / 41.6285220719826°N,2.44413833134309°E                                                                                         |                                            |                                  | Modifica les dades a Wikidata |
|        | Can Ferriols           | Argentona Dosrius | masia        |                                                              | 41° 34′ 37″ N, 2° 24′ 49″ E / 41.5768491853831°N,2.41364520441835°E                                                                                         |                                            |                                  | Modifica les dades a Wikidata |
|        | Can Figueres           | Dosrius           | masia        |                                                              | 41° 35′ 56″ N, 2° 26′ 33″ E / 41.59882°N,2.4425°E ca:Avinguda de Can Figueres, 18-20 - Urbanització de Can Figueres - Zona de Canyamars                     |                                            |                                  | Modifica les dades a Wikidata |
|        | Can Figuerola          | Dosrius           | masia        |                                                              | 41° 35′ 40″ N, 2° 26′ 32″ E / 41.594413°N,2.442192°E 243 msnm                                                                                               |                                            |                                  | Modifica les dades a Wikidata |
|        | Can Gabarra            | Dosrius           | masia        | Estil: arquitectura gòtica arquitectura popular 16th century | 41° 35′ 53″ N, 2° 25′ 03″ E / 41.59819°N,2.41743°E ca:Ctra. 5101 a Canyamars 165 msnm                                                                       | bé integrant del patrimoni cultural català | Can Gabarra (Dosrius)            | Modifica les dades a Wikidata |
|        | Can Geimir             | Dosrius           | masia        |                                                              | 41° 34′ 57″ N, 2° 23′ 49″ E / 41.5824°N,2.39684°E | bé integrant del patrimoni cultural català |                                  | Modifica les dades a Wikidata |
|        | Can Gel                | Dosrius           | masia        | Estil: arquitectura popular 16th century                     | 41° 35′ 33″ N, 2° 26′ 11″ E / 41.59253°N,2.43627°E ca:Veïnat de Rimbles, 1 - Zona de Canyamars 202 msnm                                                     | bé integrant del patrimoni cultural català |                                  | Modifica les dades a Wikidata |
|        | Can Gregori            | Dosrius           | masia        |                                                              | 41° 36′ 51″ N, 2° 24′ 22″ E / 41.6141732887848°N,2.40624987284806°E ca:Veïnat del Far, 7 - Zona del Far                                                     |                                            |                                  | Modifica les dades a Wikidata |
|        | Can Guinard            | Dosrius           | masia        | Estil: gòtic català                                          | 41° 37′ 26″ N, 2° 26′ 07″ E / 41.62393°N,2.43519°E ca:Nucli del Far - Camí del Corredor                                                                     | bé integrant del patrimoni cultural català | Can Guinard                      | Modifica les dades a Wikidata |
|        | Can Guinardó           | Dosrius           | masia        |                                                              | 41° 36′ 32″ N, 2° 26′ 01″ E / 41.608806991627°N,2.4336164889502°E                                                                                           |                                            |                                  | Modifica les dades a Wikidata |
|        | Can Guitard            | Dosrius           | masia        |                                                              | 41° 35′ 19″ N, 2° 27′ 10″ E / 41.5886885780735°N,2.45279456854782°E                                                                                         |                                            |                                  | Modifica les dades a Wikidata |
|        | Can Guitart            | Dosrius           | masia        |                                                              | 41° 35′ 08″ N, 2° 27′ 12″ E / 41.58547°N,2.45345°E ca:Veïnat de Rimbles, 38 - Zona de Canyamars                                                             |                                            |                                  | Modifica les dades a Wikidata |
|        | Can Jeroni             | Dosrius           | masia        |                                                              | 41° 35′ 32″ N, 2° 24′ 42″ E / 41.5923312789148°N,2.41160937388405°E                                                                                         |                                            |                                  | Modifica les dades a Wikidata |
|        | Can Joan Sever         | Dosrius           | masia        | 18th century                                                 | 41° 36′ 24″ N, 2° 27′ 48″ E / 41.6067980818467°N,2.46339452658572°E ca:Veïnat de Rupit, 1 - Zona de Canyamars                                               |                                            |                                  | Modifica les dades a Wikidata |
|        | Can Lleuger            | Dosrius           | masia        | 18th century                                                 | 41° 36′ 15″ N, 2° 26′ 49″ E / 41.6040630830958°N,2.44696442598567°E ca:Carrer de Can Rovira, 24-38 - Urbanització de Can Canyamars - Zona de Canyamars      |                                            |                                  | Modifica les dades a Wikidata |
|        | Can Llibre de Pagès    | Dosrius           | masia        | Estil: arquitectura popular 17th century                     | 41° 35′ 36″ N, 2° 27′ 45″ E / 41.59321°N,2.4624°E ca:Veïnat de Rimbles, 12 - Zona de Canyamars 240 msnm                                                     | bé integrant del patrimoni cultural català | Can Llibre de Pagès              | Modifica les dades a Wikidata |
|        | Can Maltes             | Dosrius           | masia        |                                                              | 41° 35′ 36″ N, 2° 26′ 51″ E / 41.5934370428403°N,2.44748708657785°E                                                                                         |                                            |                                  | Modifica les dades a Wikidata |
|        | Can Marc               | Dosrius           | masia        |                                                              | 41° 35′ 13″ N, 2° 26′ 19″ E / 41.586971834097°N,2.43860415807481°E ca:Veïnat de Rimbles, 42 - Zona de Canyamars                                             |                                            |                                  | Modifica les dades a Wikidata |
|        | Can Martorell          | Dosrius           | masia        |                                                              | 41° 35′ 38″ N, 2° 25′ 02″ E / 41.594026751807°N,2.41732934822489°E ca:Veïnat de Gemir, 28 - Zona de Dosrius 203 msnm                                        |                                            | Can Martorell (Dosrius)          | Modifica les dades a Wikidata |
|        | Can Martre             | Dosrius           | masia        |                                                              | 41° 36′ 41″ N, 2° 28′ 28″ E / 41.6114786877617°N,2.47440951832416°E                                                                                         |                                            |                                  | Modifica les dades a Wikidata |
|        | Can Mateu de Pagès     | Dosrius           | masia        |                                                              | 41° 36′ 48″ N, 2° 28′ 22″ E / 41.6133451985594°N,2.47288207915913°E                                                                                         |                                            |                                  | Modifica les dades a Wikidata |
|        | Can Miloca             | Dosrius           | masia        | 18th century                                                 | 41° 37′ 25″ N, 2° 27′ 20″ E / 41.6236948838932°N,2.45557177212445°E ca:Veïnat del Far, 12 - Zona del Far                                                    |                                            |                                  | Modifica les dades a Wikidata |
|        | Can Miquel             | Dosrius           | masia        | 18th century                                                 | 41° 35′ 40″ N, 2° 26′ 44″ E / 41.594463419342°N,2.44552253334934°E ca:Veïnat de Rimbles, 8 - Zona de Canyamars                                              |                                            |                                  | Modifica les dades a Wikidata |
|        | Can Miqueló            | Dosrius           | masia        | 20th century                                                 | 41° 36′ 05″ N, 2° 26′ 50″ E / 41.6013176603812°N,2.44733586887411°E ca:Carrer de Sant Josep, 14 - Canyamars                                                 |                                            |                                  | Modifica les dades a Wikidata |
|        | Can Nogueres           | Dosrius           | masia        |                                                              | 41° 34′ 54″ N, 2° 25′ 22″ E / 41.5816154570428°N,2.42282731222319°E                                                                                         |                                            |                                  | Modifica les dades a Wikidata |
|        | Can Parròquia          | Dosrius           | masia        |                                                              | 41° 35′ 21″ N, 2° 25′ 25″ E / 41.5891488657169°N,2.42349208172875°E                                                                                         |                                            |                                  | Modifica les dades a Wikidata |
|        | Can Patel              | Dosrius           | masia        | 18th century                                                 | 41° 35′ 57″ N, 2° 27′ 22″ E / 41.5992881921073°N,2.45618494141958°E ca:Veïnat de Pedró, 17 - Zona de Canyamars                                              |                                            |                                  | Modifica les dades a Wikidata |
|        | Can Pau                | Dosrius           | masia        | 18th century                                                 | 41° 36′ 04″ N, 2° 26′ 45″ E / 41.6012°N,2.44597°E ca:Veïnat de Pedró, s/n - Zona de Canyamars                                                               |                                            |                                  | Modifica les dades a Wikidata |
|        | Can Pau de la Rosa     | Dosrius           | masia        |                                                              | 41° 36′ 39″ N, 2° 28′ 22″ E / 41.6108231575901°N,2.47287860738262°E ca:Veïnat de Rupit, 6 - Zona de Canyamars                                               |                                            |                                  | Modifica les dades a Wikidata |
|        | Can Pencarrins         | Dosrius           | masia        |                                                              | 41° 36′ 39″ N, 2° 26′ 37″ E / 41.6107573878483°N,2.44363076377573°E                                                                                         |                                            |                                  | Modifica les dades a Wikidata |
|        | Can Pepus              | Dosrius           | masia        | 18th century                                                 | 41° 34′ 56″ N, 2° 25′ 28″ E / 41.5821636271003°N,2.42436997832304°E ca:Veïnat de Gemir, 35 - Zona de Dosrius                                                |                                            |                                  | Modifica les dades a Wikidata |
|        | Can Poc                | Dosrius           | masia        |                                                              | 41° 35′ 35″ N, 2° 25′ 08″ E / 41.5931152204125°N,2.41875337097668°E ca:Veïnat de Gemir, 29 - Zona de Dosrius                                                |                                            |                                  | Modifica les dades a Wikidata |
|        | Can Polaina            | Dosrius           | masia        |                                                              | 41° 37′ 13″ N, 2° 24′ 39″ E / 41.62022°N,2.4107°E ca:Veïnat del Far, 5 - Zona del Far                                                                       |                                            |                                  | Modifica les dades a Wikidata |
|        | Can Pona Rius          | Dosrius           | masia        | 18th century                                                 | 41° 36′ 29″ N, 2° 26′ 30″ E / 41.6081450980111°N,2.44173299902201°E ca:Urbanització de Can Canyamars - Zona de Canyamars                                    |                                            |                                  | Modifica les dades a Wikidata |
|        | Can Rafael             | Dosrius           | masia        |                                                              | 41° 35′ 29″ N, 2° 25′ 04″ E / 41.5913443541212°N,2.4176774216996°E                                                                                          |                                            |                                  | Modifica les dades a Wikidata |
|        | Can Reniu              | Dosrius           | masia        |                                                              | 41° 35′ 15″ N, 2° 24′ 30″ E / 41.587387361995°N,2.4083069748662°E                                                                                           |                                            |                                  | Modifica les dades a Wikidata |
|        | Can Ribot              | Dosrius           | masia        |                                                              | 41° 35′ 44″ N, 2° 23′ 10″ E / 41.5956477004744°N,2.38610541518367°E ca:Veïnat de Ribot, 4 - Zona de Dosrius                                                 |                                            |                                  | Modifica les dades a Wikidata |
|        | Can Rimblas            | Dosrius           | masia        | Estil: arquitectura popular 16th century                     | 41° 35′ 29″ N, 2° 26′ 39″ E / 41.59149°N,2.44405°E ca:Canyamars 201 msnm                                                                                    | bé integrant del patrimoni cultural català | Can Rimblas                      | Modifica les dades a Wikidata |
|        | Can Rius               | Dosrius           | masia        |                                                              | 41° 36′ 45″ N, 2° 27′ 54″ E / 41.6123902941757°N,2.46505248062113°E ca:Veïnat de Rupit, 9 - Zona de Canyamars                                               |                                            |                                  | Modifica les dades a Wikidata |
|        | Can Rogent             | Dosrius           | masia        | Estil: arquitectura popular 16th century                     | 41° 35′ 49″ N, 2° 27′ 57″ E / 41.59682°N,2.46583°E ca:Veïnat de Rimbles, 13 - Zona de Canyamars 253 msnm                                                    | bé integrant del patrimoni cultural català |                                  | Modifica les dades a Wikidata |
|        | Can Rosa               | Dosrius           | masia        | 18th century                                                 | 41° 36′ 29″ N, 2° 26′ 20″ E / 41.6081125931404°N,2.4387569562716°E ca:Veïnat de Pedró, 5 - Zona de Canyamars                                                |                                            |                                  | Modifica les dades a Wikidata |
|        | Can Rupit              | Dosrius           | masia        |                                                              | 41° 36′ 59″ N, 2° 29′ 37″ E / 41.6163111532745°N,2.49349079881395°E                                                                                         |                                            |                                  | Modifica les dades a Wikidata |
|        | Can Salvi              | Dosrius           | masia        |                                                              | 41° 35′ 12″ N, 2° 25′ 06″ E / 41.5866285302208°N,2.41846363241985°E ca:Veïnat de Gemir, 23 - Zona de Dosrius                                                |                                            |                                  | Modifica les dades a Wikidata |
|        | Can Santpare           | Dosrius           | masia        |                                                              | 41° 35′ 49″ N, 2° 24′ 37″ E / 41.5968093631856°N,2.41014079806945°E                                                                                         |                                            | Can Santpere (Dosrius)           | Modifica les dades a Wikidata |
|        | Can Selva              | Dosrius           | masia        | 18th century                                                 | 41° 35′ 34″ N, 2° 25′ 36″ E / 41.5927953058569°N,2.42679520921188°E ca:Veïnat de Gemir, 31 - Zona de Dosrius                                                |                                            |                                  | Modifica les dades a Wikidata |
|        | Can Senet              | Dosrius           | masia        |                                                              | 41° 36′ 25″ N, 2° 27′ 23″ E / 41.6069365136583°N,2.45643274783953°E ca:Veïnat de Rupit, 12 - Zona de Canyamars                                              |                                            |                                  | Modifica les dades a Wikidata |
|        | Can Sever              | Dosrius           | masia        |                                                              | 41° 36′ 27″ N, 2° 27′ 37″ E / 41.6075222094406°N,2.46030421835349°E ca:Veïnat de Rupit, 11 - Zona de Canyamars                                              |                                            |                                  | Modifica les dades a Wikidata |
|        | Can Soliva             | Dosrius           | masia        |                                                              | 41° 36′ 26″ N, 2° 24′ 41″ E / 41.6073545339347°N,2.41144889054882°E                                                                                         |                                            |                                  | Modifica les dades a Wikidata |
|        | Can Sus                | Dosrius           | masia        | 18th century                                                 | 41° 36′ 33″ N, 2° 26′ 41″ E / 41.6092848478031°N,2.4445915362632°E ca:Avinguda de la Creu d'Aguilar, 71 - Urbanització de Can Canyamars - Zona de Canyamars |                                            |                                  | Modifica les dades a Wikidata |
|        | Can Terrades de la Nit | Dosrius           | masia        | 18th century                                                 | 41° 35′ 55″ N, 2° 25′ 55″ E / 41.5987473665724°N,2.43189035677928°E ca:Veïnat de Batlle, 14 - Zona de Dosrius                                               |                                            |                                  | Modifica les dades a Wikidata |
|        | Can Terrades del Molí  | Dosrius           | masia        | Estil: arquitectura popular 17th century                     | 41° 35′ 25″ N, 2° 23′ 46″ E / 41.59041°N,2.39618°E ca:Ctra. B-510 de Dosrius. Dosrius (Maresme)                                                             | bé integrant del patrimoni cultural català |                                  | Modifica les dades a Wikidata |
|        | Can Tiges              | Dosrius           | masia        | 18th century                                                 | 41° 35′ 58″ N, 2° 27′ 11″ E / 41.5995162930935°N,2.45300310253259°E ca:Veïnat de Pedró, 16 - Zona de Canyamars                                              |                                            |                                  | Modifica les dades a Wikidata |
|        | Can Vador Bigues       | Dosrius           | masia        |                                                              | 41° 35′ 09″ N, 2° 25′ 24″ E / 41.58595°N,2.42321°E ca:Veïnat de Gemir, 32 - Zona de Dosrius                                                                 |                                            |                                  | Modifica les dades a Wikidata |
|        | Can Vador Joanet       | Dosrius           | masia        |                                                              | 41° 35′ 43″ N, 2° 26′ 06″ E / 41.5951868390161°N,2.4350052990492°E ca:Veïnat de Pedró, 1 - Zona de Canyamars                                                |                                            |                                  | Modifica les dades a Wikidata |
|        | Can Valentí            | Dosrius           | masia        |                                                              | 41° 35′ 56″ N, 2° 24′ 49″ E / 41.598943278063°N,2.41350525317729°E ca:Veïnat de Batlle, 2 - Zona de Dosrius                                                 |                                            |                                  | Modifica les dades a Wikidata |
|        | Can Vallalta           | Dosrius           | masia        |                                                              | 41° 36′ 16″ N, 2° 27′ 56″ E / 41.6045740435067°N,2.46548906705186°E ca:Veïnat de Rupit, 5 - Zona de Canyamars                                               |                                            |                                  | Modifica les dades a Wikidata |
|        | Can Vallmajor          | Dosrius           | masia        | Estil: arquitectura popular                                  | 41° 35′ 45″ N, 2° 24′ 20″ E / 41.59591°N,2.40563°E ca:Carrer de Sant Iscle i Santa Victòria, s/n - Dosrius 168 msnm                                         | bé integrant del patrimoni cultural català | Can Vallmajor                    | Modifica les dades a Wikidata |
|        | Can Valls              | Dosrius           | masia        |                                                              | 41° 36′ 18″ N, 2° 25′ 09″ E / 41.604988350807°N,2.41906684814799°E                                                                                          |                                            |                                  | Modifica les dades a Wikidata |
|        | Can Xerrac             | Dosrius           | masia        |                                                              | 41° 36′ 36″ N, 2° 27′ 41″ E / 41.6098964227381°N,2.46143658758096°E ca:Veïnat de Rupit, 10 - Zona de Canyamars                                              |                                            |                                  | Modifica les dades a Wikidata |
|        | Caseta d'en Bruguera   | Dosrius           | masia        |                                                              | 41° 35′ 05″ N, 2° 26′ 14″ E / 41.584595808917°N,2.43714911576482°E                                                                                          |                                            |                                  | Modifica les dades a Wikidata |
|        | Jainà                  | Dosrius           | masia        |                                                              | 41° 34′ 52″ N, 2° 24′ 40″ E / 41.5810153689069°N,2.41106430743669°E                                                                                         |                                            |                                  | Modifica les dades a Wikidata |
|        | Torre Sanç             | Dosrius           | masia        |                                                              | 41° 35′ 21″ N, 2° 27′ 00″ E / 41.5892065893053°N,2.4499827083766°E                                                                                          |                                            |                                  | Modifica les dades a Wikidata |
|        | la Casa Nova           | Dosrius           | masia        |                                                              | 41° 34′ 43″ N, 2° 23′ 54″ E / 41.5785079916452°N,2.39823957512997°E                                                                                         |                                            |                                  | Modifica les dades a Wikidata |
|        | la Casa Nova           | Dosrius           | masia        |                                                              | 41° 37′ 04″ N, 2° 24′ 41″ E / 41.6179°N,2.41132°E ca:Veïnat del Far, 6 - Zona del Far                                                                       |                                            |                                  | Modifica les dades a Wikidata |
|        | la Rectoria del Far    | Dosrius           | masia        | 16th century                                                 | 41° 37′ 26″ N, 2° 26′ 09″ E / 41.62375°N,2.43578°E ca:Veïnat del Far, 9 - Zona del Far                                                                      |                                            |                                  | Modifica les dades a Wikidata |
|        | la Torre               | Dosrius           | masia        |                                                              | 41° 37′ 16″ N, 2° 26′ 44″ E / 41.6209905389023°N,2.44569147304571°E                                                                                         |                                            |                                  | Modifica les dades a Wikidata |
|        | la Torre de les Aigües | Dosrius           | masia        | Estil: arquitectura popular                                  | 41° 35′ 36″ N, 2° 24′ 22″ E / 41.59325°N,2.40612°E ca:Carrer de la Torre de les Aigües, s/n - Dosrius                                                       | bé integrant del patrimoni cultural català | La Torre de les Aigües (Dosrius) | Modifica les dades a Wikidata |

## molí d'aigua
| imatge | Nom                  | Ubicat a | instància de | Detalls                     | coordenades | Protecció                                  | Commons (més fotos) | Dades a WD                    |
| ------ | -------------------- | -------- | ------------ | --------------------------- | ----------- | ------------------------------------------ | ------------------- | ----------------------------- |
|        | Molí de Can Terrades | Dosrius  | molí d'aigua |                             |             | bé cultural d'interès local                |                     | Modifica les dades a Wikidata |
|        | Molí de Canyamars    | Dosrius  | molí d'aigua | Estil: arquitectura popular |             | bé integrant del patrimoni cultural català |                     | Modifica les dades a Wikidata |

## monument
| imatge | Nom                                  | Ubicat a | instància de | Detalls | coordenades                                                                                           | Protecció | Commons (més fotos)             | Dades a WD                    |
| ------ | ------------------------------------ | -------- | ------------ | ------- | --- | --------- | ------------------------------- | ----------------------------- |
|        | Monument Mil anys fent camí          | Dosrius  | monument     | 2006    | 41° 35′ 40″ N, 2° 24′ 22″ E / 41.5945°N,2.40613°E ca:Plaça de davant de l'Ajuntament - Dosrius        |           |                                 | Modifica les dades a Wikidata |
|        | Monument a la Sardana                | Dosrius  | monument     | 1982    | 41° 36′ 04″ N, 2° 26′ 48″ E / 41.60103°N,2.44659°E ca:Plaça de la Germandat de Sant Josep - Canyamars |           | Monument a la Sardana (Dosrius) | Modifica les dades a Wikidata |
|        | Monument de la plaça d'en Joan Silué | Dosrius  | monument     | 1999    | 41° 35′ 51″ N, 2° 26′ 24″ E / 41.59749°N,2.44011°E ca:Plaça d'en Joan Silué - Canyamars               |           |                                 | Modifica les dades a Wikidata |

## muntanya
| imatge | Nom                 | Ubicat a                                                 | instància de | Detalls | coordenades                                                            | Protecció | Commons (més fotos)   | Dades a WD                    |
| ------ | ------------------- | -------------------------------------------------------- | ------------ | ------- | ---------------------------------------------------------------------- | --------- | --------------------- | ----------------------------- |
|        | Montalt             | Sant Andreu de Llavaneres Dosrius Sant Vicenç de Montalt | muntanya     |         | 41° 36′ 15″ N, 2° 29′ 47″ E / 41.6041277928°N,2.49632222322°E 597 msnm |           | Montalt (Dosrius)     | Modifica les dades a Wikidata |
|        | Puig Aguilar        | Dosrius                                                  | muntanya     |         | 41° 36′ 59″ N, 2° 27′ 13″ E / 41.6163°N,2.45367°E 528.3 msnm           |           |                       | Modifica les dades a Wikidata |
|        | Puig Pedrós         | Dosrius Llinars del Vallès                               | muntanya     |         | 41° 36′ 32″ N, 2° 23′ 39″ E / 41.60875°N,2.39414167°E 346.2 msnm       |           |                       | Modifica les dades a Wikidata |
|        | Turó de Can Ribot   | Dosrius                                                  | muntanya     |         | 41° 35′ 39″ N, 2° 23′ 17″ E / 41.59420556°N,2.388125°E 360.4 msnm      |           |                       | Modifica les dades a Wikidata |
|        | Turó de Castellar   | Dosrius                                                  | muntanya     |         | 41° 36′ 03″ N, 2° 27′ 39″ E / 41.600744°N,2.460709°E 427 msnm          |           | Turó de Castellar     | Modifica les dades a Wikidata |
|        | Turó de Llorita     | Dosrius                                                  | muntanya     |         | 41° 35′ 10″ N, 2° 27′ 38″ E / 41.586°N,2.46067°E 391.3 msnm            |           |                       | Modifica les dades a Wikidata |
|        | Turó de la Gola     | Dosrius                                                  | muntanya     |         | 41° 35′ 03″ N, 2° 24′ 43″ E / 41.58428083°N,2.41194722°E 345.5 msnm    |           |                       | Modifica les dades a Wikidata |
|        | Turó de les Rovires | Dosrius Argentona                                        | muntanya     |         | 41° 34′ 45″ N, 2° 24′ 19″ E / 41.57926667°N,2.40515°E 256.8 msnm       |           |                       | Modifica les dades a Wikidata |
|        | el Corredor         | Dosrius                                                  | muntanya     |         | 41° 37′ 29″ N, 2° 28′ 46″ E / 41.6248°N,2.47947°E 642.2 msnm           |           | El Corredor (Dosrius) | Modifica les dades a Wikidata |

## nucli de població
| imatge | Nom           | Ubicat a | instància de                                           | Detalls | coordenades                                                                | Protecció | Commons (més fotos) | Dades a WD                    |
| ------ | ------------- | -------- | ------------------------------------------------------ | ------- | -------------------------------------------------------------------------- | --------- | ------------------- | ----------------------------- |
|        | Can Brugueràs | Dosrius  | nucli de població                                      |         | 41° 36′ 26″ N, 2° 28′ 50″ E / 41.607226689194°N,2.4804343137695°E          |           |                     | Modifica les dades a Wikidata |
|        | Can Canyamars | Dosrius  | nucli de població                                      |         | 41° 36′ 29″ N, 2° 26′ 49″ E / 41.607970594207°N,2.4468250808041°E          |           |                     | Modifica les dades a Wikidata |
|        | Can Figueres  | Dosrius  | nucli de població                                      |         | 41° 36′ 05″ N, 2° 26′ 17″ E / 41.6013171440011°N,2.43793983911718°E        |           |                     | Modifica les dades a Wikidata |
|        | Can Rimbles   | Dosrius  | nucli de població                                      |         | 41° 35′ 20″ N, 2° 26′ 28″ E / 41.589027321587°N,2.4409880007049°E          |           |                     | Modifica les dades a Wikidata |
|        | Can Valls     | Dosrius  | nucli de població nucli d'entitat singular de població | 42 hab  | 41° 36′ 25″ N, 2° 25′ 09″ E / 41.606933792356°N,2.4192317150995°E 225 msnm |           |                     | Modifica les dades a Wikidata |
|        | Pedró         | Dosrius  | nucli de població                                      |         | 41° 36′ 26″ N, 2° 27′ 27″ E / 41.6072835369714°N,2.45743793184288°E        |           |                     | Modifica les dades a Wikidata |
|        | el Far        | Dosrius  | nucli de població                                      |         | 41° 37′ 25″ N, 2° 26′ 08″ E / 41.62362°N,2.43552°E                         |           |                     | Modifica les dades a Wikidata |

## polígon industrial
| imatge | Nom                          | Ubicat a | instància de       | Detalls | coordenades                                                         | Protecció | Commons (més fotos) | Dades a WD                    |
| ------ | ---------------------------- | -------- | ------------------ | ------- | ------------------------------------------------------------------- | --------- | ------------------- | ----------------------------- |
|        | Polígon industrial Can Ribot | Dosrius  | polígon industrial |         | 41° 35′ 34″ N, 2° 24′ 00″ E / 41.5927485526331°N,2.39997908931933°E |           |                     | Modifica les dades a Wikidata |
|        | Polígon industrial Els Alocs | Dosrius  | polígon industrial |         | 41° 35′ 03″ N, 2° 23′ 37″ E / 41.5842670555458°N,2.39374726239172°E |           |                     | Modifica les dades a Wikidata |
|        | Polígon industrial Els Joncs | Dosrius  | polígon industrial |         | 41° 35′ 32″ N, 2° 24′ 03″ E / 41.5920958103364°N,2.40089700684188°E |           |                     | Modifica les dades a Wikidata |
|        | Polígon industrial La Surera | Dosrius  | polígon industrial |         | 41° 34′ 48″ N, 2° 23′ 44″ E / 41.5800244896408°N,2.39543040817073°E |           |                     | Modifica les dades a Wikidata |

## pont
| imatge | Nom                         | Ubicat a | instància de | Detalls                    | coordenades                                                                                               | Protecció | Commons (més fotos) | Dades a WD                    |
| ------ | --------------------------- | -------- | ------------ | -------------------------- | --- | --------- | ------------------- | ----------------------------- |
|        | Pont a l'entrada de Dosrius | Dosrius  | pont         | 1883 Estat: bon estat      | 41° 35′ 39″ N, 2° 24′ 20″ E / 41.59416°N,2.40546°E ca:Carretera B-510, km. 3,5 - Zona de Dosrius 136 msnm |           |                     | Modifica les dades a Wikidata |
|        | Pont de la Vaca             | Dosrius  | pont         | 20th century Estat: malmès | 41° 35′ 46″ N, 2° 24′ 24″ E / 41.59612°N,2.40658°E ca:Carrer de la Pujada del Castell - Dosrius 168 msnm  |           | Pont de la Vaca     | Modifica les dades a Wikidata |

## pou de neu
| imatge | Nom                          | Ubicat a | instància de | Detalls                     | coordenades | Protecció                                  | Commons (més fotos)      | Dades a WD                    |
| ------ | ---------------------------- | -------- | ------------ | --------------------------- | --- | ------------------------------------------ | ------------------------ | ----------------------------- |
|        | Pou de gel de Can Bosc       | Dosrius  | pou de neu   | Estil: arquitectura popular | | bé integrant del patrimoni cultural català |                          | Modifica les dades a Wikidata |
|        | Pou de gel de Can Ferrerons  | Dosrius  | pou de neu   | Estil: arquitectura popular | | bé integrant del patrimoni cultural català |                          | Modifica les dades a Wikidata |
|        | Pou de glaç de Can Gel       | Dosrius  | pou de neu   | Estil: arquitectura popular | | bé integrant del patrimoni cultural català |                          | Modifica les dades a Wikidata |
|        | Pou de glaç de Canyamars     | Dosrius  | pou de neu   | Estil: arquitectura popular | 41° 36′ 14″ N, 2° 27′ 17″ E / 41.604°N,2.45467°E ca:Camí del Pou del Glaç - Veïnat de Rupit - Zona de Canyamars       | bé cultural d'interès local                | Pou de glaç de Canyamars | Modifica les dades a Wikidata |
|        | Pou de glaç de can Bosc      | Dosrius  | pou de neu   | 18th century                | 41° 37′ 18″ N, 2° 26′ 54″ E / 41.62176°N,2.44824°E ca:Bosc de la Torre - Veïnat del Far - Zona del Far                |                                            |                          | Modifica les dades a Wikidata |
|        | Pou de glaç de can Farrerons | Dosrius  | pou de neu   | 18th century                | 41° 37′ 29″ N, 2° 26′ 37″ E / 41.6246°N,2.4435°E ca:Torrent del Molinot o de can Móra - Veïnat del Far - Zona del Far |                                            |                          | Modifica les dades a Wikidata |
|        | Pou de glaç de can Gel       | Dosrius  | pou de neu   | 18th century                | 41° 35′ 38″ N, 2° 26′ 11″ E / 41.59386°N,2.43636°E ca:Veïnat de Rimbles, 1 - Zona de Canyamars                        |                                            |                          | Modifica les dades a Wikidata |

## rellotge de sol
| imatge | Nom                                        | Ubicat a | instància de    | Detalls      | coordenades | Protecció | Commons (més fotos) | Dades a WD                    |
| ------ | ------------------------------------------ | -------- | --------------- | ------------ | --- | --------- | ------------------- | ----------------------------- |
|        | Rellotge de sol de ca n'Homs               | Dosrius  | rellotge de sol | 20th century | 41° 36′ 01″ N, 2° 26′ 45″ E / 41.60016°N,2.44595°E ca:Carrer Major, 35 - Canyamars                                       |           |                     | Modifica les dades a Wikidata |
|        | Rellotge de sol de cal Guinardó            | Dosrius  | rellotge de sol | 1931         | 41° 36′ 32″ N, 2° 26′ 04″ E / 41.60895°N,2.43436°E ca:Veïnat de Batlle, 15 - Zona de Dosrius                             |           |                     | Modifica les dades a Wikidata |
|        | Rellotge de sol de can Brunet              | Dosrius  | rellotge de sol |              | 41° 37′ 00″ N, 2° 24′ 41″ E / 41.61654°N,2.41147°E ca:Veïnat del Far, 4 - Zona del Far                                   |           |                     | Modifica les dades a Wikidata |
|        | Rellotge de sol de can Galzeran            | Dosrius  | rellotge de sol | 1740         | 41° 36′ 09″ N, 2° 26′ 55″ E / 41.60243°N,2.44867°E ca:Veïnat de Pedró, 6 - Zona de Canyamars                             |           |                     | Modifica les dades a Wikidata |
|        | Rellotge de sol de can Guinart             | Dosrius  | rellotge de sol | 20th century | 41° 37′ 26″ N, 2° 26′ 07″ E / 41.62397°N,2.43515°E ca:Veïnat del Far, 8 - Zona del Far                                   |           |                     | Modifica les dades a Wikidata |
|        | Rellotge de sol de can Nogueres de Manyans | Dosrius  | rellotge de sol | 1878         | 41° 34′ 54″ N, 2° 25′ 22″ E / 41.58177°N,2.42274°E ca:Veïnat de Gemir, 34 - Zona de Dosrius                              |           |                     | Modifica les dades a Wikidata |
|        | Rellotge de sol de can Pruna               | Dosrius  | rellotge de sol |              | 41° 37′ 02″ N, 2° 25′ 23″ E / 41.61725°N,2.42318°E ca:Avinguda de Dosrius, 42Bis - Can Massuet del Far                   |           |                     | Modifica les dades a Wikidata |
|        | Rellotge de sol de can Rosa                | Dosrius  | rellotge de sol | 1812         | 41° 36′ 29″ N, 2° 26′ 19″ E / 41.60806°N,2.43858°E ca:Veïnat de Pedró, 5 - Zona de Canyamars                             |           |                     | Modifica les dades a Wikidata |
|        | rellotge de sol de ca la Bonamossa         | Dosrius  | rellotge de sol | 1873         | 41° 35′ 38″ N, 2° 24′ 24″ E / 41.59386°N,2.40666°E ca:Carrer de Pau Casals, 4 - Dosrius                                  |           |                     | Modifica les dades a Wikidata |
|        | rellotge de sol de can Farrerons           | Dosrius  | rellotge de sol |              | 41° 37′ 42″ N, 2° 26′ 38″ E / 41.62833°N,2.44396°E ca:Veïnat del Far, 11 - Zona del Far                                  |           |                     | Modifica les dades a Wikidata |
|        | rellotge de sol de can Valls               | Dosrius  | rellotge de sol | 1897         | 41° 36′ 09″ N, 2° 25′ 23″ E / 41.60239°N,2.42303°E ca:Veïnat de Batlle, 7 - Carretera BV-5101, km. 3,2 - Zona de Dosrius |           |                     | Modifica les dades a Wikidata |
|        | rellotge de sol de l'ermita de Sant Llop   | Dosrius  | rellotge de sol | 18th century | 41° 35′ 54″ N, 2° 25′ 15″ E / 41.59832°N,2.4209°E ca:Veïnat de Batlle, 6 - Zona de Dosrius                               |           |                     | Modifica les dades a Wikidata |
|        | rellotge de sol de la Casa Nova            | Dosrius  | rellotge de sol | 1970         | 41° 34′ 41″ N, 2° 23′ 54″ E / 41.57807°N,2.39842°E ca:Veïnat de Gemir, 3 - Zona de Dosrius                               |           |                     | Modifica les dades a Wikidata |

## safareig
| imatge | Nom                     | Ubicat a | instància de | Detalls      | coordenades                                                                                       | Protecció                   | Commons (més fotos)         | Dades a WD                    |
| ------ | ----------------------- | -------- | ------------ | ------------ | ------------------------------------------------------------------------------------------------- | --------------------------- | --------------------------- | ----------------------------- |
|        | Safareig de la Quintana | Dosrius  | safareig     | 19th century | 41° 35′ 58″ N, 2° 26′ 45″ E / 41.59933°N,2.44597°E ca:Carrer de la Quintana - Canyamars           |                             |                             | Modifica les dades a Wikidata |
|        | Safareig del Comú       | Dosrius  | safareig     | 1916         | 41° 35′ 41″ N, 2° 24′ 26″ E / 41.594834°N,2.407114°E ca:Plaça de l'Església / Pujada del castell. | bé cultural d'interès local | Safareig del Comú (Dosrius) | Modifica les dades a Wikidata |

## serra
| imatge | Nom                | Ubicat a                          | instància de | Detalls      | coordenades                                                         | Protecció | Commons (més fotos) | Dades a WD                    |
| ------ | ------------------ | --------------------------------- | ------------ | ------------ | ------------------------------------------------------------------- | --------- | ------------------- | ----------------------------- |
|        | serra d'en Gel     | Dosrius                           | serra        | Llarg: 1.5km | 41° 35′ 45″ N, 2° 26′ 59″ E / 41.5957°N,2.44974444°E 348.5 msnm     |           |                     | Modifica les dades a Wikidata |
|        | serra de Polseruda | Dosrius Sant Andreu de Llavaneres | serra        |              | 41° 35′ 39″ N, 2° 28′ 23″ E / 41.5941°N,2.47317222°E 440.2 msnm     |           |                     | Modifica les dades a Wikidata |
|        | serra de Vallalta  | Dosrius                           | serra        | Llarg: 2.6km | 41° 36′ 18″ N, 2° 28′ 06″ E / 41.60505833°N,2.46844389°E 424.8 msnm |           |                     | Modifica les dades a Wikidata |

## Misc
| imatge | Nom                                                    | Ubicat a          | instància de                           | Detalls                                 | coordenades | Protecció                                            | Commons (més fotos)             | Dades a WD                    |
| ------ | ------------------------------------------------------ | ----------------- | -------------------------------------- | --------------------------------------- | --- | ---------------------------------------------------- | ------------------------------- | ----------------------------- |
|        | Ajuntament Vell (Dosrius)                              | Dosrius           | seu del govern local                   |                                         | 41° 35′ 41″ N, 2° 24′ 25″ E / 41.59462024395257°N,2.4068480730056767°E |                                                      |                                 | Modifica les dades a Wikidata |
|        | Aqüeducte de la Societat General d'Aigües de Barcelona | Dosrius           | aqüeducte                              | 1868 Estat: bon estat                   | 41° 35′ 34″ N, 2° 24′ 18″ E / 41.59284°N,2.40513°E ca:Terme municipal de Dosrius 132 msnm |                                                      |                                 | Modifica les dades a Wikidata |
|        | BV-5101                                                | Dosrius           | carretera                              |                                         | 41° 36′ 08″ N, 2° 26′ 55″ E / 41.6022°N,2.4487°E |                                                      |                                 | Modifica les dades a Wikidata |
|        | Bassa de can Massuet                                   | Dosrius           | bassa                                  |                                         | 41° 37′ 07″ N, 2° 25′ 20″ E / 41.61855°N,2.42229°E ca:Carrer de can Domingo - Can Massuet del Far                                                                                            |                                                      |                                 | Modifica les dades a Wikidata |
|        | Castell de Dosrius                                     | Dosrius           | castell                                |                                         | 41° 36′ 01″ N, 2° 24′ 16″ E / 41.600278°N,2.404444°E ca:Camí en el km 4 de la crta. de Llinars                                                                                               | bé d'interès cultural bé cultural d'interès nacional | Castell de Dosrius              | Modifica les dades a Wikidata |
|        | Creu de Planells                                       | Mataró Dosrius    | indret intersecció viària              |                                         | 41° 34′ 45″ N, 2° 26′ 28″ E / 41.5791393363313°N,2.44123912700777°E 361 msnm |                                                      |                                 | Modifica les dades a Wikidata |
|        | Forn de terrissa de can Guinart                        | Dosrius           | element arquitectònic forn de ceràmica |                                         | 41° 37′ 32″ N, 2° 26′ 00″ E / 41.62543°N,2.43343°E ca:Veïnat del Far - Zona del Far |                                                      |                                 | Modifica les dades a Wikidata |
|        | Germanes Oasi de Jesús Sacerdot                        | Dosrius           | convent                                |                                         | 41° 34′ 47″ N, 2° 24′ 57″ E / 41.5796885744482°N,2.41582679056893°E 249 msnm |                                                      |                                 | Modifica les dades a Wikidata |
|        | Pedrera de Ca n'Oms                                    | Dosrius           | pedrera                                |                                         | 41° 34′ 52″ N, 2° 24′ 33″ E / 41.5811503700089°N,2.4092876282832°E |                                                      |                                 | Modifica les dades a Wikidata |
|        | Placa del carrer de Lluís Moret                        | Dosrius           | mobiliari urbà                         | 19th century                            | 41° 35′ 41″ N, 2° 24′ 26″ E / 41.59468°N,2.40712°E ca:Carrer de Lluís Moret - Dosrius |                                                      |                                 | Modifica les dades a Wikidata |
|        | casa consistorial de Dosrius                           | Dosrius           | casa consistorial                      |                                         | 41° 35′ 41″ N, 2° 24′ 22″ E / 41.5947355°N,2.4060267°E 150 msnm |                                                      | Casa de la Vila de Dosrius      | Modifica les dades a Wikidata |
|        | cova del Pontet                                        | Dosrius           | cova                                   |                                         | 41° 37′ 09″ N, 2° 26′ 27″ E / 41.61924°N,2.44092°E ca:Camps de la Senyora Comtessa - Veïnat del Far - Zona del Far                                                                           |                                                      |                                 | Modifica les dades a Wikidata |
|        | dolmen de Ca l'Arenes                                  | Dosrius           | dolmen megàlit                         |                                         | 41° 37′ 36″ N, 2° 27′ 39″ E / 41.62673056°N,2.46096944°E ca:Parc Natural del Montnegre i el Corredor                                                                                         | bé cultural d'interès local                          | Dolmen de Ca l'Arenes (Dosrius) | Modifica les dades a Wikidata |
|        | la Roca del Diable                                     | Dosrius           | roca aflorament                        |                                         | 41° 37′ 32″ N, 2° 25′ 14″ E / 41.62561°N,2.42048°E ca:Riera del Far - Veïnat del Far - Zona del Far                                                                                          |                                                      |                                 | Modifica les dades a Wikidata |
|        | la rectoria de Canyamars                               | Dosrius           | edifici residencial edifici            |                                         | 41° 36′ 08″ N, 2° 26′ 49″ E / 41.60231018066406°N,2.4470551013946533°E 41° 36′ 08″ N, 2° 26′ 49″ E / 41.6023°N,2.44706°E ca:Canyamars ca:Plaça de l'església de Sant Esteve, s/n - Canyamars |                                                      |                                 | Modifica les dades a Wikidata |
|        | riera d'Argentona                                      | Dosrius Argentona | curs d'aigua                           | Desemboca: mar Mediterrània Llarg: 10km | 41° 35′ 56″ N, 2° 25′ 08″ E / 41.598981°N,2.419026°E 41° 31′ 10″ N, 2° 25′ 28″ E / 41.519505°N,2.424481°E                                                                                    |                                                      | Riera d'Argentona               | Modifica les dades a Wikidata |
|        | verneda de la riera del Far                            | Dosrius           | bosc verneda                           |                                         | 41° 37′ 00″ N, 2° 24′ 25″ E / 41.61678°N,2.40681°E ca:Riera del Far - Veïnat del Far - Zona del Far                                                                                          |                                                      |                                 | Modifica les dades a Wikidata |